# Adelaide- und Biscoe-Inseln
Der Begriff Adelaide- und Biscoe-Inseln oder Adelaide-Biscoe Islands wird gelegentlich zur Zusammenfassung der benachbarten Inselgruppen der Biscoe-Inseln und der Adelaide-Insel mit ihren vorgelagerten Inseln unter einer Obergruppe verwendet. Der Archipel liegt im argentinischen, britischen und chilenischen Antarktisterritorium, diese Ansprüche ruhen aber seit Inkrafttreten des Antarktisvertrages. 
Die Inseln haben eine Fläche von 5618 km². Die höchste Erhebung ist der Mount Gaudry (2315 m) auf der Adelaide-Insel. Entdeckt wurden sie von John Biscoe im Jahre 1831 auf der dritten Zirkumpolarfahrt.